# 倍達王戦
倍達王戦（ばいたつおうせん）は、韓国の囲碁の棋戦。1992年に移動通信杯として開始、2000年第8期までで終了。後継棋戦はKTF杯戦。
- 主催 韓国PC通信

## 方式
- 第1-3期はトーナメント戦で決勝は五番勝負。第4期からはトーナメント優勝者が前年優勝者に挑戦する。挑戦手合は五番勝負。第5期からは挑戦者決定戦は三番勝負。
- 持時間は各3時間。

## 歴代優勝者と決勝戦・挑戦手合
（左が優勝者）
1. 1993年 李昌鎬 3-2 曺薫鉉
2. 1994年 李昌鎬 3-0 曺薫鉉
3. 1995年 李昌鎬 3-1 曺薫鉉
4. 1996年 曺薫鉉 3-2 李昌鎬
5. 1997年 李昌鎬 3-1 曺薫鉉
6. 1998年 劉昌赫 3-2 李昌鎬
7. 1999年 劉昌赫 3-0 曺薫鉉
8. 2000年 李世乭 3-2 劉昌赫

## KTF杯戦
2001-02年に1期行われた。
- 主催 韓国通信ハイテル社

A・B両リーグの優勝者同士で、前年優勝者（倍達王戦）への挑戦者を決定。挑戦手合は三番勝負。
持時間は各20分。

### 優勝者と挑戦手合
1. 2002年 李世乭 2-1 劉昌赫